# Cystopeltidae
Cystopeltidae is een familie van weekdieren uit de klasse van de Gastropoda (slakken).

## Geslacht
- Cystopelta Tate, 1881